# Eupithecia antarctica
Eupithecia antarctica là một loài bướm đêm trong họ Geometridae.